# Weert
Weert este o comună și o localitate în provincia Limburg, Țările de Jos. 

## Localități componente
Weert, Altweerterheide, Leuken, Laar, Stramproy, Swartbroek, Tungelroy.